# Kolami du Nord-Ouest
Le kolami du Nord-Ouest (ou kolam, kolamboli, kolamy, kolmi, kulme) est une langue dravidienne, parlée par environ 122 000 Aborigènes en 2001 essentiellement dans l'État du Madhya Pradesh en Inde.

## Variétés
Il existe plusieurs variétés : madka-kinwat, maregaon, pulgaon, wani.
Le kolami du Nord-Ouest et le kolami du Sud-Est ne sont pas intelligibles. Il existe une similarité lexicale de 61 à 68 % entre ces deux variétés.

## Phonologie
Les tableaux présentent les phonèmes vocaliques et consonantiques du kolami.

### Voyelles
|         | Antérieure   | Centrale     | Postérieure  |
| ------- | ------------ | ------------ | ------------ |
| Fermée  | i [i] ī [iː] |              | u [u] ū [uː] |
| Moyenne | e [e] ē [eː] |              | o [o] ō [oː] |
| Ouverte |              | a [a] ā [aː] |              |

### Consonnes
|              |              | Bilabiales | Dentales | Alvéolaires | Alvéolaires | Alvéolaires | Rétrofl. | Vélaires |
| ------------ | ------------ | ---------- | -------- | ----------- | ----------- | ----------- | -------- | -------- |
| Centrales    | Latérales    | Bilabiales | Dentales | Palatales   |             |             | Rétrofl. | Vélaires |
| Occlusives   | Sourdes      | p [p]      | t [t]    |             |             |             | ṭ [ʈ ]   | k [k]    |
| Occlusives   | Sonores      | b [b]      | d [d]    |             |             |             | ḍ [ɖ ]   | g [ɡ]    |
| Affriquées   | Sourdes      |            |          |             |             | c [ t͡ʃ ]    |          |          |
| Affriquées   | Sonores      |            |          |             |             | j [ d͡ʒ]     |          |          |
| Fricatives   | Sourdes      |            |          | s [s]       |             |             |          |          |
| Fricatives   | Sonores      | v [v]      |          | z [z]       |             |             |          |          |
| Nasales      | Nasales      | m [m]      | n [n]    |             |             |             |          | ṅ [ŋ]    |
| Liquides     | Liquides     |            |          |             | l [l]       |             |          |          |
| Roulées      | Roulées      |            |          | r [r]       |             |             |          |          |
| Semi-voyelle | Semi-voyelle |            |          |             |             | y [ j]      |          |          |